# Tulio Ospina
Francisco Tulio Isidro Ospina Vásquez (Medellín, 4 de abril de 1857-Ciudad de Panamá, 17 de febrero de 1921) Don Tulio, fue un ingeniero de minas, historiador y científico colombiano.
Rector de la Universidad de Antioquia, cofundador, rector y profesor de la emblemática Escuela de Minas de Medellín. Fue miembro de la Academia Colombiana de Historia, fundador de la Academia Antioqueña de Historia y senador de la República. Fundó con sus hermanos las compañías Tulio Ospina & Cía y Ospina Hermanos. También fue un prolífico autor.
Tulio Ospina Vásquez representa un caso único en la historia de Colombia, al ser su padre, Mariano Ospina Rodríguez, su hermano Pedro Nel Ospina Vásquez y su hijo, Mariano Ospina Pérez, los tres, presidentes de la República.
Se le considera uno de los empresarios más importantes de Antioquia y Colombia.

## Biografía

### Inicios
Tulio Ospina nació en casa de sus padres, en Medellín, el 4 de abril de 1857. Era el hijo mayor del tercer matrimonio del político conservador Mariano Ospina Rodríguez, con Enriqueta Vásquez Jaramillo. Fue bautizado en la iglesia de la Veracruz, en Medellín.
Su padre asumió como presidente de Colombia un mes después del nacimiento de Tulio, por lo que sus primeros años los pasó en el Palacio de San Carlos, en Bogotá. 
Un año después nacería su hermano, Pedro Nel Ospina. Sus otros hermanos fueron Santiago, María, Mariano, Francisco, Cecilia y Concepción Ospina Vásquez.

### Educación
Tulio recibió educación particular entre Bogotá y Cartagena, y luego se trasladó con su familia a Guatemala. huyendo de las persecución que contra su padre habían empezado los liberales. Allí fue educado por los jesuitas, y aprendió sobre el café, que luego lo haría millonario en su natal país.
A los 20 años, en 1877, se inscribió en el Colegio Santa Clara, también de jesuitas, en San Francisco, Estados Unidos, para aprender el idioma. De allí pasó a Berkeley, donde con su hermano Pedro Nel estudió ingeniería de minas.

### Carrera empresarial

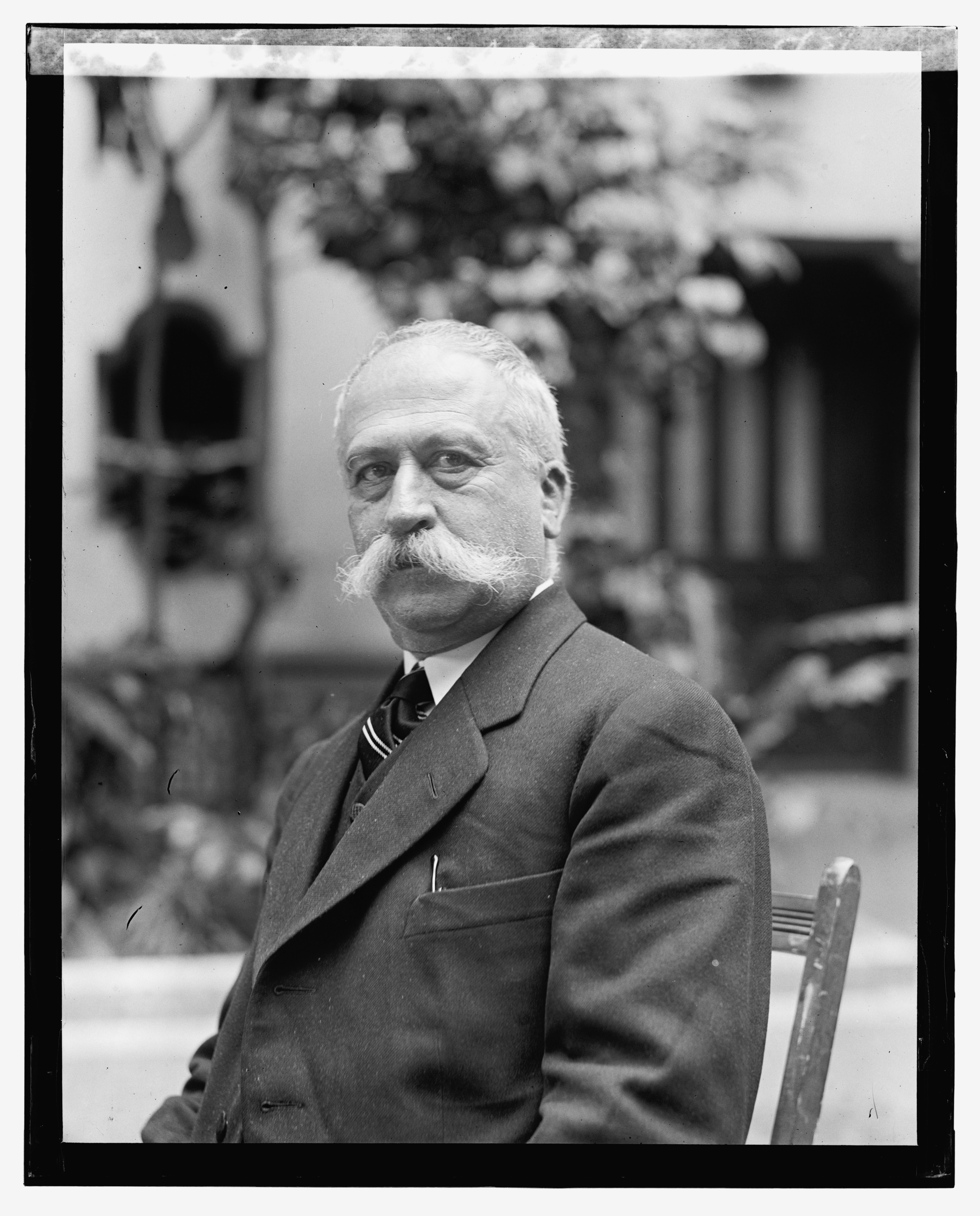
Pedro Nel Ospina, su hermano.

Con la muerte de su padre en 1885, los hermanos Tulio y Pedro Nel fundaron la compañía Ospina Hermanos, con la que crearon innumerables empresas del sector cafetero, minero, concesionario, de finca raíz, y de importación de manufacturas. Tulio se dedicó a la gerencia del proyecto empresarial mientras Pedro Nel se dedicaba a la milicia y la política.
Se le atribuye a Tulio haber traído a Colombia las razas de ganado bovino de Durham, Holstein, Angus, Normando, Alberdeen, y Airshire, y equino Cleveland. También se le atribuye la importación del café a su país, siendo su hermano quien impulsó la economía cafetera bajo su gobierno.

### Carrera académica

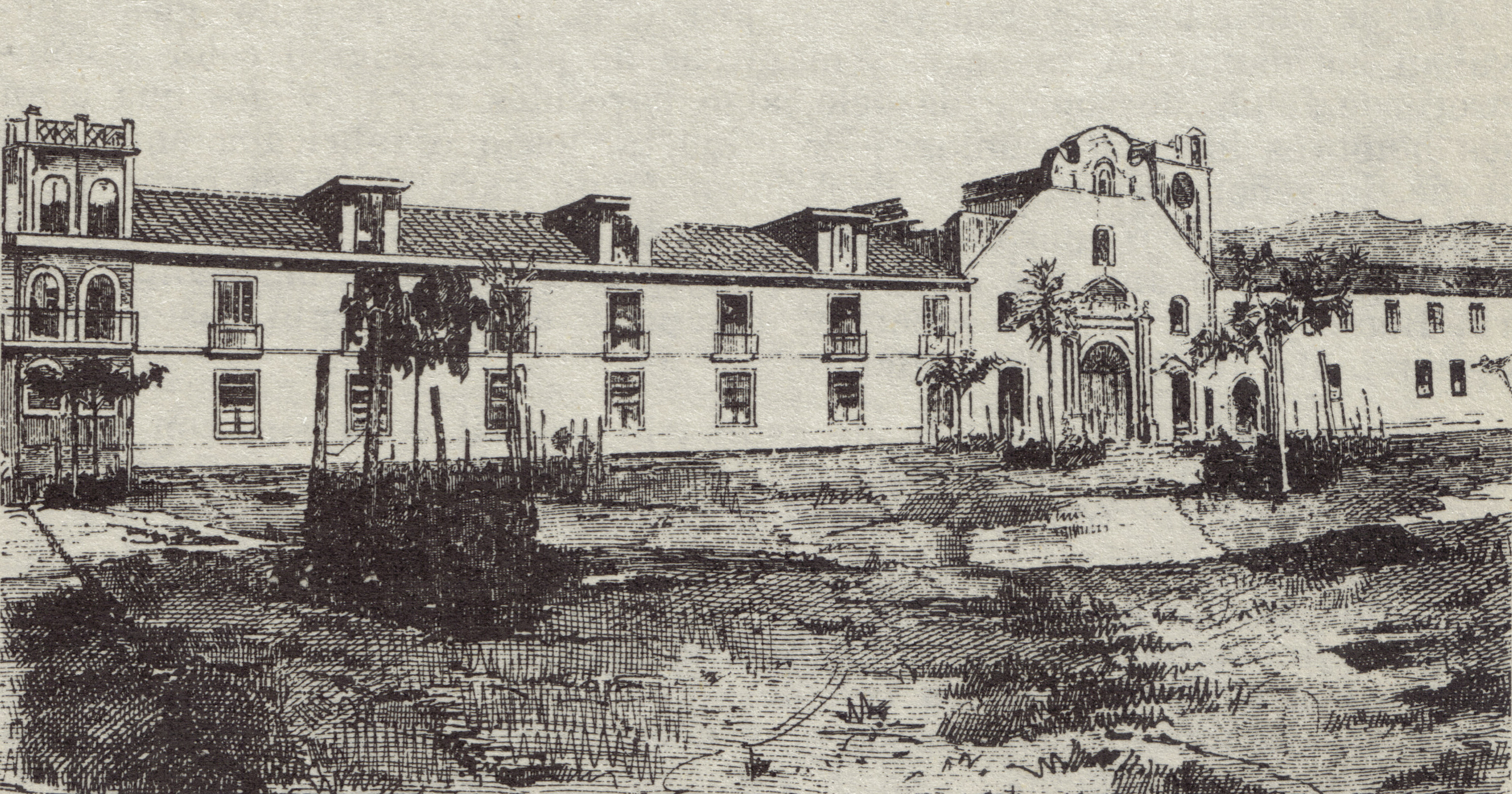
Predios de la Universidad en el

Fundó en 1886, con apoyo del presidente Nuñez y mediante la ley 60 de ese año, la escuela de Minas de Medellín (que se convirtió en parte fundamental de la Universidad de Antioquia años después). Su hermano Pedro Nel fue nombrado por el gobierno como primer rector, pero este no pudo posesionarse.
En 1887 la Escuela abrió y, luego de cerrarse por varios problemas, entre ellos, la baja demanda de alumnos, 3 meses después, Tulio la reabrió, ahora como rector, y la dotó con equipos de la Universidad de Antioquia y fondos de la gobernación.
El 3 de diciembre de 1903, Tulio fundó la Academia Antioqueña de Historia. 
En 1904, Tulio asumió la rectoría de la Universidad de Antioquia, y en 1906 logró la anexión de la Escuela de Minas a la universidad, donde se oferta el programa hasta nuestros días. Estuvo en el cargo como rector hasta 1911, cuando reasumió la docencia y dirección de la Escuela de Minas. Terminó sus años dictando geología en esta universidad.
Siendo rector fue nombrado por el presidente Rafael Reyes como Ministro de Instrucción Pública (hoy Ministerio de Educación), pero solo estuvo en el cargo dos meses.

### Muerte
Tulio Ospina murió en Ciudad de Panamá, el 17 de febrero de 1921, a los 63 años.

## Familia

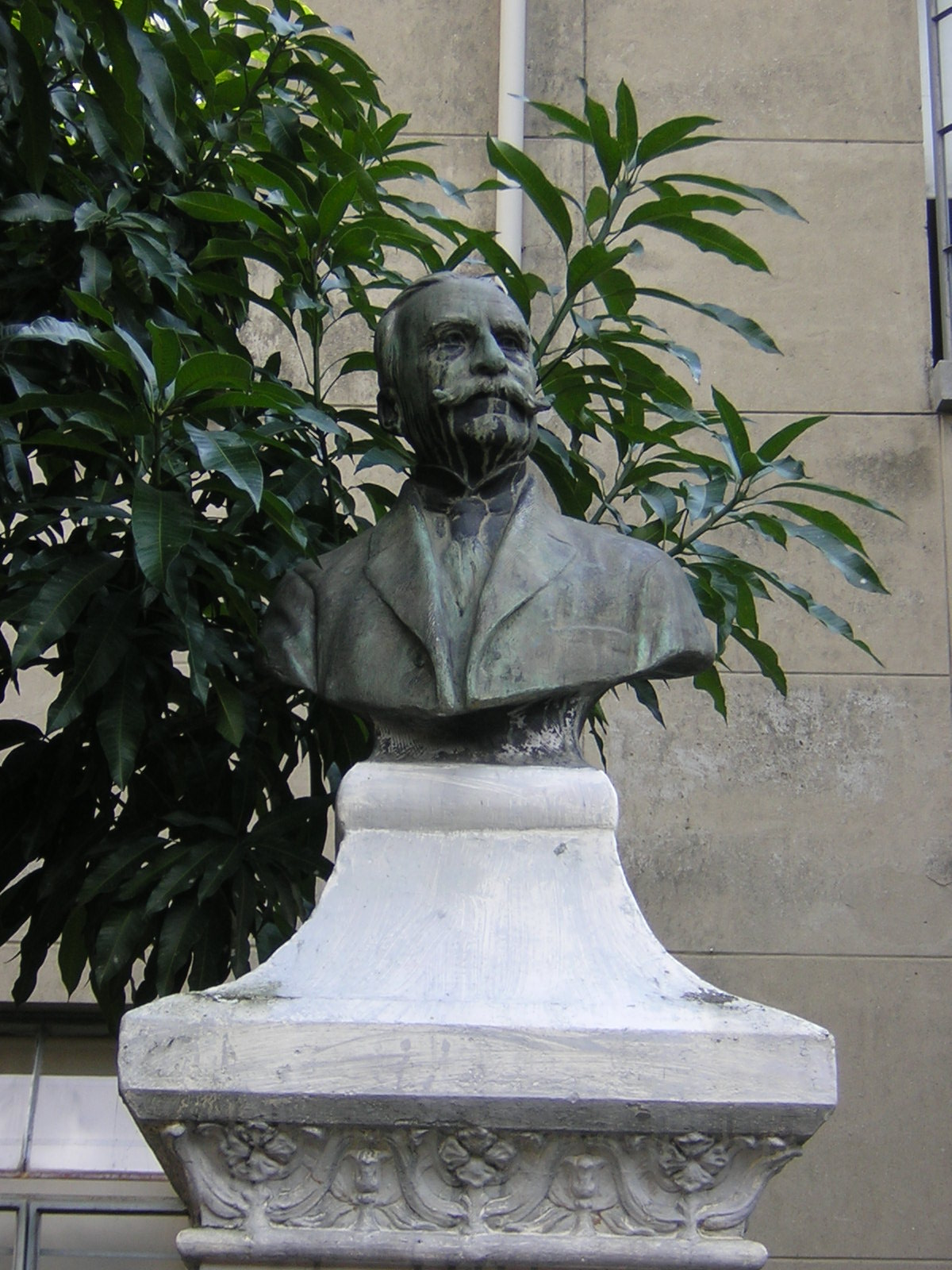
Busto de bronce de Ospina, ubicado en la Facultad de Minas de la Universidad Nacional de Colombia

Tulio hace parte de la familia Ospina, en su momento una de las familias colombianas más importantes del país. Su padre, Mariano Ospina Rodríguez, fundó el Partido Conservador en 1851, y ejerció la presidencia de Colombia en dos períodos consecutivos, pero en dos etapas distintas del país.
Uno de los hermanos de Tulio, Pedro Nel, fue un destacado político, diplomático y militar, quien llegó a ser presidente entre 1922 y 1926.
Su hijo Mariano Ospina Pérez, también llegó a ser presidente de Colombia, entre 1946 y 1950. Estuvo casado con la política y activista femenina Bertha Herández de Ospina, y tuvo al senador y político Mariano Ospina Hernández.
El caso de Tulio es el único de su clase, siendo hijo, hermano y padre de tres presidentes de Colombia, a pesar de que murió un año antes de que su hermano Pedro Nel asumiera el poder y 24 antes de que lo hiciera su hijo.
Por su parte, Tulio se casó con Ana Rosa Pérez Puerta, con quien tuvo a Mariano, Tulio, Francisco, Jorge, Sofía, Ester, Gabriela, Margarita y Mercedes Ospina Pérez.

## Obras
- El cultivo del cacao en Antioquia (1886)
- El oidor Mon y Velarde: regenerador de Antioquia (1901)
- Reforma universitaria (1905)
- Reseña geológica de Antioquia (1911)
- Reseña sobre la geología de Colombia y especialmente del antiguo departamento de Antioquia (1911)
- Informe sobre límites del Departamento de Antioquia (1912)
- Catálogo y bibliografía de Antioquia (1913)
- Réplica al folleto titulado Pleito Ribon-Ospina (1919)
- Protocolo hispanoamericano de la urbanidad y el buen tono (1921)
- Agricultura colombiana notas de un curso dictado en la universidad de Antioquia. (1913)
- Amores en la montaña, en La Miscelánea; revista Literaria y Científica (Medellín) Vol. 09, Nos. 0108, Jun.Dic. 1907
- Nuevo pleito de sucre. (1887)
- El plátano. (1941)
- Juicios del señor Tulio Ospina con la Western Andes Mining Company Limited. (1898)
- Nuestros críticos de arte, en La Miscelánea; Revista Literaria y Científica (Medellín) Vol. 02, No. 13, 1887
- Proyecto de ley "Que ordena la reorganización del Banco Nacional y fija la unidad monetaria de la república" y exposición de motivos del mismo. (1890)
- Trabajo y rectitud. Un programa para la escuela de minas (1987)